# Grothendieck-ring
In de commutatieve algebra, een deelgebied van de wiskunde, is een Grothendieck-ring (of G-ring) een Noetherse ring zodanig dat de afbeelding van enige van haar lokale ringen op de completering regelmatig zijn gedefinieerd. Bijna alle Noetherse ringen die van nature in de algebraïsche meetkunde of de getaltheorie voorkomen zijn Grothendieck-ringen, en het is heel moeilijk om voorbeelden van Noetherse ringen te construeren die geen Grothendieck-ringen zijn. Het concept is vernoemd naar de Franse wiskundige Alexander Grothendieck.

## Referentie
- A. Grothendieck, J. Dieudonné, Eléments de géométrie algébrique IV  Publ. Math. IHES 24 (1965), sectie 7